# Gary Jules
Gary Jules Aguirre Jr (Fresno, 19 de março de 1969) é um cantor e compositor norte-americano, ficou conhecido pelo cover que fez de Tears for Fears com o terceiro single "Mad World", gravado em parceria de seu amigo Michael Andrews, para o filme Donnie Darko. Este single, desde então vem sendo utilizada em famosos programas de TV, entre eles estão: um episódio de Csi "Las vegas"; um comercial para o jogo de vídeo Gears of War, um episódio da quinta temporada do drama médico House, e em um episódio da série Riverdale.
Também em Portugal este comercial foi utilizado em anúncios, um deles para petrolífera Galp, que o utilizou para fazer publicidade às garrafas de gás plus. Mais recentemente, a música pode ser ouvida no trailer do filme "A Epidemia" (The Crazies, 2009) do diretor Breck Eisner, refilmagem de um clássico do mestre do horror George Romero "O Exército do Extermínio" (The Crazies, 1973) e no episódio 08 - Chapter Twenty-One: House of the Devil da série de TV, RIVERDALE.